# Klaudius Jüssen
Klaudius Jüssen  (* 8. Februar 1898 in Kaldenkirchen; † 6. April 1975 in Freiburg im Breisgau) war ein römisch-katholischer Priester, Theologe und Dogmatiker.

## Leben
1923 empfing er die Priesterweihe. Nach der Promotion zum Dr. theol. am 22. Juli 1930 in Münster wurde er 1937 Lehrstuhlvertreter, da das Reichwissenschaftsministerium seiner Ernennung zum Professor nicht zustimmte. 1938 übernahm er nach der Zwangspensionierung von Engelbert Krebs auch die Aufgaben des Lehrstuhls für Dogmatik. 1946 wurde er Extraordinarius für Dogmatik und Theologische Propädeutik. 1949	wurde er ordentlicher Professor. 1963 erfolgte die Emeritierung.

## Schriften (Auswahl)
- Die dogmatischen Anschauungen des Hesychius von Jerusalem. Theologische Erkenntnislehre und Christologie. Münster 1930, OCLC 937088704.
- Die dogmatischen Anschauungen des Hesychius von Jerusalem. Die Lehre von der Sünde und Sündenvergebung. Münster 1934, OCLC 174426649.
- Tatsache und Definierbarkeit der leiblichen Himmelfahrt Mariens. Karlsruhe 1948, OCLC 665169823.